# Anison
Anison (アニソン), viết tắt của anime song (アニメソング anime songu, nghĩa đen: "bài hát anime") là một thể loại nhạc bắt nguồn nhạc pop Nhật Bản. Anison gồm các bài nhạc hiệu, nhạc chèn vào phim và ca khúc nhân vật của các bộ anime, manga, trò chơi video và audio drama CD, cũng như bất kì ca khúc nào được phát hành chủ yếu ở thị trường anime, kể cả nhạc từ các diễn viên lồng tiếng người Nhật.
Thể loại anison lần đầu được định nghĩa là một thể loại âm nhạc vào thập niên 1970. Sau đó, dòng nhạc đã trở nên phổ biến với khán giả khi các nghệ sĩ đại chúng bắt đầu phát hành những bài hát dưới dạng sản phẩm đi kèm các bộ anime. Đến thập niên 1990, anison được tái định nghĩa thành một thể loại nhạc riêng biệt khi các công ty bắt đầu khai trương những hãng thu âm chuyên sản xuất anison cho loạt tác phẩm và nghệ sĩ của họ. Sự gia tăng số lượng diễn viên lồng tiếng bắt đầu từ giữa thập niên 2000 đã dấy lên nhu cầu quan tâm ngày một lớn của thị trường đối với thể loại này.

## Lịch sử ra đời

### 1930–1970: Những ảnh hưởng sơ khai
Namakura Gatana (1917) của Kōuchi Jun'ichi được xem là bộ phim hoạt hình ra đời sớm nhất còn sót lại ở Nhật Bản. Kuroi Nyago (1929) của Ōfuji Noburō là tác phẩm hoạt hình Nhật Bản đầu tiên có chèn nhạc. Bộ phim có các nhân vật nhảy theo một ca khúc được thu trước, được xem là nguyên mẫu của anison.
Sau Thế chiến thứ hai, thập niên 1950 và 1960 chứng kiến sự phục hồi trong lĩnh vực giải trí và phát triển văn hóa ở Nhật Bản. Năm 1963, Astro Boy được công chiếu và sau đó, bài nhạc hiệu "Theme of Astro Boy" đã trở nên nổi tiếng với khán giả Nhật Bản do nó được sử dụng làm ca khúc khởi hành tại ga Takadanobaba. Bài hát cũng gây chú ý bởi phần ca từ do nhà thơ Tanikawa Shuntarō viết.

### 1970–1980: Anison ngày càng phổ biến
Nền kinh tế Nhật Bản tăng trưởng ở thập niên 1970 đã làm cho văn hóa phát triển nhiều hơn và những người chuyên hát các bài nhạc hiệu cho anime được gọi là "ca sĩ anison". Mặc dù các ca sĩ không xuất hiện trước khán giả, nhưng các bài hát chủ đề trong loạt Mazinger Z, Uchū Senkan Yamato và Candy Candy đã ghi dấu trong khán giả Nhật Bản, bất chấp cả những người không hâm mộ chương trình cũng biết tới. Đồng thời, hai diễn viên lồng tiếng của Kidō Senshi Gundam là Furukawa Toshio và Furuya Tōru đã thu hút được một lượng lớn người hâm mộ nữ thông qua Slapstick, một đơn vị thanh nhạc tập hợp các diễn viên lồng tiếng từ chương trình để thể hiện các bài nhạc hiệu của chương trình. Mặc dù các bài hát nhạc hiệu anime lúc đầu sử dụng tên và xây dựng từ loạt phim mà chúng dựa trên, song việc này làm cho phần ca từ của các bài hát anison chú trọng vào suy nghĩ và cảm xúc của các nhân vật để thu hút nhiều người hơn và cho phép bối cảnh bên ngoài tác phẩm hoạt hình nguyên bản.

### 1980–1990: Sự công nhận của khán giả đại chúng
Ở thời điểm cao trào của nền kinh tế bong bóng Nhật Bản, vào thập niên 1980, các nhạc sĩ ngoài ngành công nghiệp anime bắt đầu trình bày các bài nhạc hiệu cho anime. Năm 1984, đĩa đơn "Ai Oboete Imasu ka" (được phát hành cho phim Macross dưới tên của nhân vật Lynn Minmay) xếp ở vị trí thứ 7 trên Oricon Weekly Singles Chart. Ngoài ra, Cat's Eye (1983) được truyền thông săn đón đông đảo vì có mặt Anri (một ca sĩ có hoạt động không liên quan đến ngành công nghiệp anime) trình bày các bài nhạc hiệu của bộ phim. Tương tự, TM Network (một ban nhạc hoạt động bên ngoài ngành công nghiệp anime) đã làm truyền thông chú ý khi bài hát "Get Wild" năm 1987 của họ được phát hành làm bài nhạc hiệu bộ anime City Hunter. Do sự nổi tiếng của bài hát, TM Network đã được mời đến sự kiện truyền hình đặc biệt Kohaku Uta Gassen lần thứ 72 để trình bày ca khúc. Kể từ đó, các nghệ sĩ nhạc đại chúng phát hành những bài hát đi kèm với anime trở nên phổ biến.

### 1990–2000: Sản xuất nội bộ và hiện đại hóa
Sau khi nền kinh tế bong bóng ở Nhật Bản sụp độ, những hãng đĩa chuyên sản xuất độc quyền nhạc anison đã được thành lập, đáng chú ý nhất là hãng đĩa Starchild của King Records. Điều này một phần là do "Bīingubūmu" (hiện tượng được đặt theo tên Being Inc.) đã thu hút được một lượng người hâm mộ sau khi các nghệ sĩ của họ là Zard và Ohguro Maki phát hành các bài hát được khán giả đón nhận nồng nhiệt. Takahashi Yoko (trực thuộc hãng đĩa Starchild) đã phát hành "Zankoku na Tenshi no Tēze" làm bài nhạc hiệu của bộ anime Neon Genesis Evangelion (1995), bài hát nổi tiếng đến nỗi làm khán giả không phải người hâm mộ bộ anime vẫn nhận ra nó. Ngoài ra, khi nhạc quần chúng của Nhật Bản chuyển từ kayōkyoku sang J-pop, những ca sĩ anison (chẳng hạn như Okui Masami bắt đầu kết hợp âm thanh J-pop vào âm nhạc của mình. Cùng một số nhân vật khác, các diễn viên lồng tiếng như Shiina Hekiru, Kōda Mariko và Hayashibara Megumi cũng tích cực ca hát bên cạnh việc lồng tiếng. Một số diễn viên lồng tiếng cũng thành lập nhóm của riêng họ và thể hiện những bài nhạc hiệu cả các bộ anime khác, chẳng hạn như Takayama Minami với Two-Mix.

### 2000–nay: Bùng nổ diễn viên lồng tiếng

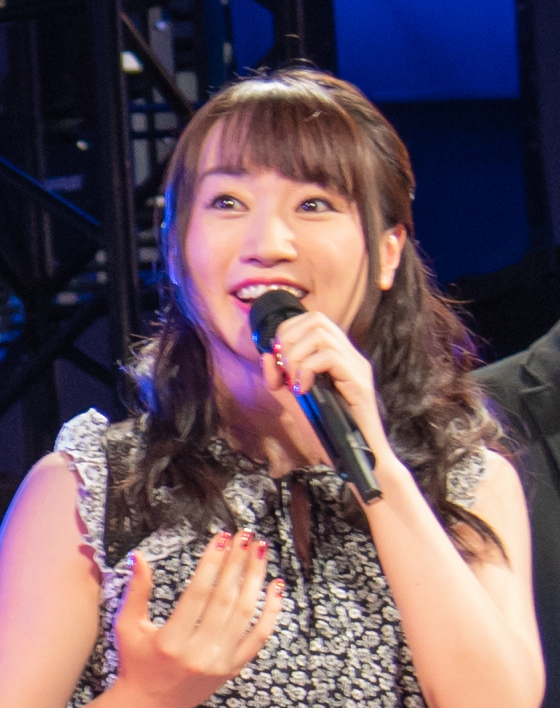
Mizuki Nana (ảnh chụp 2018) là nữ diễn viên lồng tiếng bán chạy nhất năm 2011.

Khi nhiều bộ anime đêm muộn được sản xuất ở thập niên 2000, Horie Yui, Tamura Yukari và Mizuki Nana (những người đã ký hợp đồng với King Records) được hãng thu âm nhận sản xuất và tiếp thị làm ca sĩ thần tượng và diễn viên lồng tiếng. Giữa thập niên 2000, có một sự "bùng nổ diễn viên lồng tiếng", bên cạnh một giai đoạn được gọi là "Thời kỳ chiến tranh thần tượng" (hiện tượng được đặt tên theo sự phát triển thần tốc của ngành công nghiệp thần tượng). "Eternal Blaze" của Mizuki đã giành vị trí thứ 2 trên Oricon Weekly Single Charts vào năm 2005, và ngay sau đó, việc phát hành "Hare Hare Yukai" vào năm 2006 đã dẫn đến "bùng nổ Haruhi " chủ yếu là do phân cảnh vũ đạo hoạt hình ở phần kết của bộ phim. Trong những năm tiếp theo, số lượng diễn viên lồng tiếng trong anime đã tăng lên đáng kể và anison nói chung đã được nhiều khán giả biết đến hơn. Ngành công nghiệp anison chuyển sang tuyển dụng những cô gái trẻ có khả năng trở thành "thần tượng", chẳng hạn như Naka Riisa, Kusumi Koharu và Hirano Aya.
Năm 2010, Ho-kago Tea Time (một ban nhạc hư cấu trong bộ phim K-On!) trở thành những nhân vật anime đầu tiên cùng lúc đạt hạng #1 và #2 trên Oricon Weekly Singles Chart với việc nhóm này cho phát hành cả hai đĩa đơn. Trong những năm tiếp theo, các dự án đa phương tiện đề tài thần tượng, chẳng hạn như Love Live!, The Idolmaster và Uta no Prince-sama đã trở nên nổi tiếng. Billboard Japan đã cho ra đời bảng xếp hạng Billboard Japan Hot Animation Chart vào ngày 1 tháng 12 năm 2010 dành riêng cho các sản phẩm nhạc anime và trò chơi video.

## Phát sinh
Thể loại anison đã trở thành ảnh hưởng trực tiếp lên những tiểu thể loại như bài hát denpa và bài hát moe.

## Truyền thông

### Hãng thu âm
Những hãng thu âm sau đây độc quyền phát hành nhạc anison:
- Animex[13]
- Flying Dog[13]
- King Amusement Creative (tên cũ là Starchild)[1]
- Lantis[13]
- Mages (tên cũ là 5pb Records)[13]
- Sacra Music[13]
- Toho Animation Record[13]

### Hòa nhạc
- Animelo Summer Live
- King Super Live [ja] (King Amusement Creative)

## Nghệ sĩ

### Nghệ sĩ biểu diễn
Đây là danh sách các ca sĩ và ban nhạc chủ yếu biểu diễn nhạc anison, tính cả những nhóm được lập ra từ các dự án anime kết hợp truyền thông. Danh sách này không tính các ca sĩ hoặc ban nhạc phát hành những ca khúc ngẫu nhiên ở thể loại này, cũng không tính các tên nhóm mà các diễn viên lồng tiếng được đề tên chỉ để trình bày các bài hát nhạc hiệu anime mà họ tham gia.

#### Nghệ sĩ solo
- Aoi Eir[14]
- Aoi Shouta[15]
- Hanazawa Kana[13]
- Hayashibara Megumi[15]
- Horie Yui[15]
- Hoshi Sōichirō[15]
- Irino Miyu[16]
- Itō Kanako[13]
- Kageyama Hironobu[13]
- LiSA[13]
- May'n[13]
- Minase Inori[15]
- Miyano Mamoru[15]
- Mizuki Nana[1][15]
- Moriguchi Hiroko[15]
- Nakajima Megumi[13]
- Ogura Yui[15]
- Machico[14]
- Okui Masami[1]
- Ono Daisuke[13]
- Saito Soma[13]
- Sakamoto Maaya[13][16]
- Suzuki Minori[13]
- Takahashi Yoko[1][15]
- Tamura Yukari[13]
- Tomatsu Haruka[14]
- Toyama Nao[13]
- Uchida Maaya[17]
- Uchida Yuma[15]
- Uesaka Sumire[15]
- Wada Kōji[18]
- Zaq[13]

#### Nhóm nhạc
- Ali Project[13]
- Aqours[13]
- Angela[13][15]
- ClariS[13]
- Dialogue[14]
- Egoist[13]
- Garnidelia[13]
- Granrodeo[13]
- Iris[19]
- JAM Project[20]
- Mia Regina[21]
- Oldcodex[13]
- OxT[16]
- Poppin'Party[14]
- Roselia[14]
- Trefle[22]
- TrySail[13]
- Walkure[16]

### Nhà soạn nhạc
Đây là danh sách các tác giả ca khúc chủ yếu sáng tác và sản xuất nhạc anison. Danh sách này không tính các nhà soạn nhạc sản xuất các sản phẩm ngẫu nhiên cho thể loại này.
- Hata Aki[23]
- Arte Refact[21]
- Elements Garden[24]
  - Agematsu Noriyasu[24]
- Tabuchi Tomoya [ja][23]
- Tanaka Hidekazu[23]